# Змова в Києві
«Змо́ва в Ки́єві» — віршована трагікомедія Євгена Плужника.

## Історія написання та публікації
Над п'єсою «Змова в Києві» Євген Плужник працював понад п'ять років. Точна дата написання невідома. Згадки про п'єсу з'являються в українській радянській пресі в 1933 році, але вперше уривок з неї надруковано у львівському журналі «Наші дні» (1943, № 9). 1988 року газета «Літературна Україна» № 51 опублікувала третю картину цієї п'єси. Нарешті журнал «Дніпро» (1989, № 8) видрукував повний текст «Змови в Києві».
Постановку п'єси планували театр ім. І. Франка (режисер Кость Кошевський) та «Березіль» Леся Курбаса. Але в 1933 році почалася хвиля репресій проти української інтелігенції, під яку потрапив і Євген Плужник (заарештований органами НКВД 4 грудня 1934 року), через що постановка не відбулася.

## Дійові особи
- Лукаш Петро Олександрович — старий інженер, який повністю поділяє всі заходи Радянської влади.
- Семен Олександрович — його брат, колишній міністр у гетьманському уряді.
- Аркадій — старший син Лукаша, колишній петлюрівський отаман.
- Василь — молодший син Лукаша, український шовініст.
- Валентина — дочка Лукаша.
- Кирило — Валентинин чоловік, художник.
- Безмежний — поет.
- Марія — стара нянька у родині Лукашів.
- Марина — хатня робітниця в Лукашів.
- Петренко Андрій — секретар парткому заводу, інженер.
- Карут — інженер з Галичини.
- Кисличка — старий інженер.
- Ціпа — дружина Кислички.
- Єремєєв Євграф Антипович — старий інженер, російський монархіст.
- Пайє Еміль Альфредович — старий інженер, зросійщений француз.
- Старі інженери :
  - Воздвиженський
  - Бєлоконь
  - Кологрівов
  - Петров
  - Алдошкин
- Молоді інженери:
  - Оксана
  - Патак
- Директор заводу
- Ян — голова завкому.
- Секретар комосередку.
- Молодий комсомолець
- Робітники:
  - Робкор
  - Перегуда
  - Куць
  - Майборода
  - Алентьєв
- Гості Кислички:
  - Вася
  - Жамкина
  - Жанет
- Робітники, інженери, гості.